# Szendrey Zsigmond

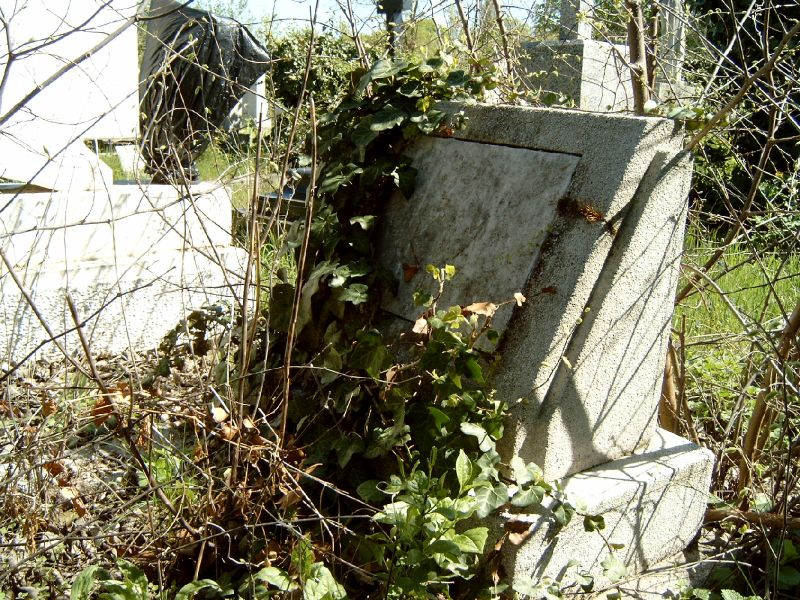
Sírja az Új köztemetőben

Szendrey Zsigmond (Szatmárnémeti, 1879. – Balatonfenyves, 1943. május 26.) néprajzkutató tanár.

## Élete
Zürjén nyelvészeti dolgozatok után Nagyszalontán bekapcsolódott a néprajzi kutatásokba, és hat éven át vezette a Folklore Fellows helyi gyűjtését. Elsősorban a magyar néphit és népszokások, valamint a mondák terén végzett alapvető kutatásokat.
A Magyar néphit és népszokás lexikon (társszerzője a fia, Szendrey Zsigmond Ákos) halálakor kéziratban maradt.

## Művei
- 1923 Katonanóták a fogságból. Budapest.
- 1924 Nagyszalontai gyűjtés. Budapest. (szerk. Kodály Zoltán közreműködésével)
- 1935 Oktató és alkalmi hagyományok. Budapest.
- 1937 Jeles napok. Budapest.
- 1940 A magyar népszokások ősi elemei. Budapest.